# Hide Your Heart (singolo)
Hide Your Heart è un singolo della cantante britannica Bonnie Tyler, pubblicato nel 1988 come estratto dall'album Hide Your Heart.
Il brano è stato scritto da Paul Stanley (cantante e chitarrista dei Kiss), Desmond Child e Holly Knight.

## Versione dei Kiss
I Kiss hanno inciso e pubblicato il brano nel 1989 come primo estratto dal loro quindicesimo album in studio Hot in the Shade.

## Altre versioni
Nel 1989 vi sono state altre versioni della canzone: il gruppo statunitense Molly Hatchet l'ha incisa sull'album Lightning Strikes Twice; il cantante Ace Frehley (ex Kiss) l'ha incisa per il suo terzo album da solista Trouble Walkin'; ed infine il cantante statunitense Robin Beck l'ha registrata e inclusa nel suo disco Trouble or Nothin'.